# وودویل (آلاباما)
وودویل (به انگلیسی: Woodville) شهرکی در شهرستان جکسون ایالت آلاباما است که مساحت آن ۱۷٫۲۵ کیلومترمربع است و در سرشماری سال ۲۰۱۰ میلادی، ۷۴۶ نفر جمعیت داشته و تراکم جمعیتی آن، ۴۳٫۲۵ نفر در کیلومترمربع بوده است.